# 7-7, cero a la izquierda
7-7, cero a la izquierda fue una serie de historietas desarrollada por Arturo Rojas de la Cámara a partir de 1967 para la revista "Jaimito" de la Editorial Valenciana. Se trata de una parodia de las películas de James Bond, entonces tan en boga, igual que otras historietas contemporáneas, como Anacleto, agente secreto (1965) de Vázquez.

## Argumento y personajes
El protagonista, 7-7-0 a la izquierda, es una agente de la P. E. P. O. L y cumple malamente las misiones que le encarga su Jefe, el Súper, siendo derrotado con frecuencia por el espía Críspulo.

## Estilo
Como el resto de las series de su autor, 7-7, cero a la izquierda comparte características de la escuela Bruguera y la Valenciana.